# Michaił Kobalija
Michaił Robiertowicz Kobalija, ros. Михаил Робертович Кобалия (ur. 3 maja 1978) – rosyjski szachista i trener szachowy (FIDE Senior Trainer od 2012), arcymistrz od 1997 roku.

## Kariera szachowa
W roku 1994 zdobył w Baile Herculane tytuł wicemistrza Europy juniorów do lat 16, rok później w Guarapuavie - brązowy medal (za Robertem Kempińskim i Emilem Sutowskim) mistrzostw świata w kategorii do kat 18, natomiast w 1996 (w Rimavskiej Sobocie) - srebrny medal mistrzostw Europy do lat 18 (za Rusłanem Ponomariowem). W latach 1999, 2001 i 2004 trzykrotnie uczestniczył w pucharowych turniejach o mistrzostwo świata, za każdym razem awansując do II rundy (w dwóch pierwszych przypadkach dwukrotnie przegrywając z Michaelem Adamsem, a za trzecim razem - z Aleksandrem Bielawskim). W 1999 roku reprezentował swój kraj na drużynowych mistrzostwach Europy rozegranych w Batumi oraz awansował do półfinału indywidualnych mistrzostw Rosji (w którym przegrał z Konstantinem Sakajewem), natomiast w 2003 zajął VIII miejsce w mistrzostwach Europy w Stambule.
Do indywidualnych sukcesów Michaiła Kobaliji należą zwycięstwa m.in. w Moskwie (1992 i 1996), Soczi (1998), Sankt Petersburgu (2001, memoriał Michaiła Czigorina), Charkowie (2002), Biel (2005), na Wyspie Man (2007, wraz z Zacharem Jefimienko, Mateuszem Bartlem, Michaelem Roizem, Jurijem Jakowiczem i Witalijem Gołodem) oraz w Tromsø (2010, wspólnie z Manuelem Leónem Hoyosem).
Najwyższy ranking w dotychczasowej karierze osiągnął 1 maja 2011 r., z wynikiem 2679 punktów zajmował wówczas 61. miejsce na światowej liście FIDE, jednocześnie zajmując 18. miejsce wśród rosyjskich szachistów.